# Behemothia godmanii
Behemothia godmanii es una especie de mariposa perteneciente a la familia Riodinidae, el nombre se deriva de la palabra hebrea "gigante", que significa "un enorme animal", en referencia al enorme tamaño de esta especie, una de las más grandes de los Riodinidae.

## Descripción
Los machos tienen una longitud alar de 32-33 mm, el margen costal de las alas anteriores  es ligeramente cóncavo, ápice un poco pronunciado o puntiagudo. el margen distal o externo es curvo. El color de fondo de las alas dorsalmente es de color marrón-rojizo, con una banda de color blanco que inicia en el margen externo en dirección al torno o ángulo anal y termina en la vena Cu2. Por la región postdiscal presenta escamas de color violeta claro. Margen anal es casi recto. Las alas posteriores el color de las alas posteriores en su vista dorsal es de color marrón oscuro con escamas azules y otras violetas (estas con menor presencia). Cabeza, tórax y abdomen son de color pardo o marrón.  Ventralmente el color de la alas es de color beige, presenta banda blanca curvada más ancha que en la vista dorsal y una superficie negra desde la región submediana hasta unirse con la banda blanca. Esta área negra se nota más oscura desde la cédula discal y vena A2.  La hebra es diferente del macho en no presentar escamas azules y en su vista dorsal en la banda blanca termina con escamas violetas. Y la banda blanca curvada va de margen costal a margen interno.

## Distribución
Este y Oeste de México hasta Costa Rica. En México se ha reportado en diferentes estados: Jalisco, Colima, Oaxaca, Chiapas, Tabasco, Veracruz, Puebla, San Luis Potosí y Campeche.

## Ambiente
Esta mariposa vive desde los 100 hasta los 700 m s. n. m. en bosques caducifolios y semicaducifolios, aunque en mi experiencia suele volar dentro del Bosque Tropical Perennifolio y Acahuales. Se conoce poco de su biología, a tal grado que sus plantas hospederas aún no se conocen. Sin embargo, hay la posibilidad de que se alimente de mirmecófilas.

## Estado de conservación
No esta enlistada en la NOM-059, ni tampoco evaluada por la UICN. Sin embargo, es una especie poco abundante.